# Fortificaciones de España en América

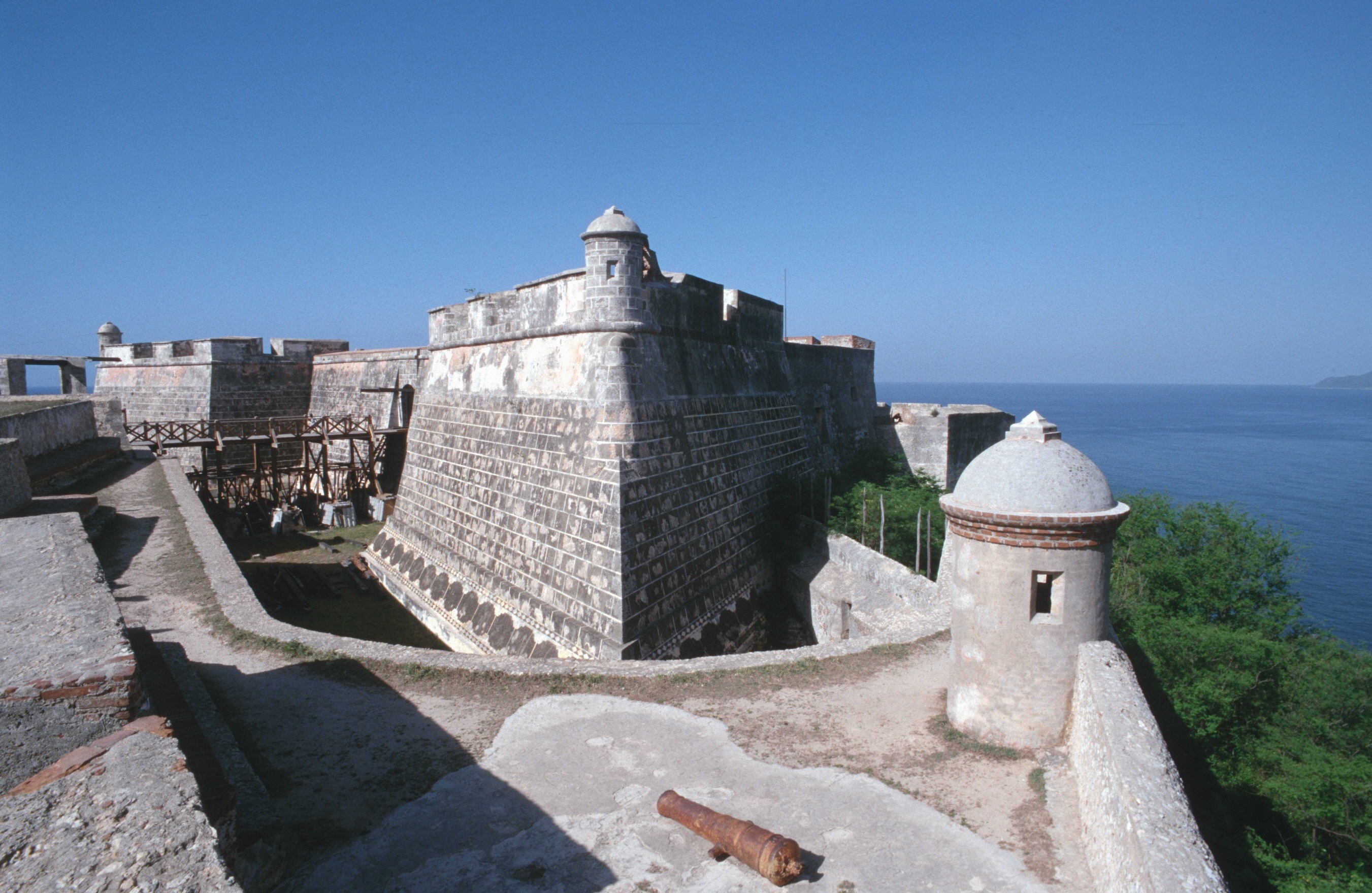
Castillo de San Pedro de la Roca. Santiago de Cuba, Cuba.

Las fortificaciones de España en América son las obras de ingeniería militar testimonio de los cuatrocientos años de presencia española en América. Se edificaron desde el norte de California hasta Tierra de Fuego. Su objetivo era la defensa de poblaciones portuarias ante el ataque de las flotas de los ejércitos ingleses, franceses y holandeses, así como de corsarios y piratas.
En la actualidad son símbolos nacionales y recursos turísticos de primer orden. Además de la protección como monumentos nacionales, algunos cuentan con la catalogación como Patrimonio de la Humanidad de la Unesco.   

## Historia
Las fortificaciones de defensa estuvieron presentes desde los inicios de la conquista de América, acciones militares y esfuerzos diplomáticos que dieron lugar al control de España de un vasto territorio. Además de amurallar las poblaciones se edificaban castillos en la parte más elevada, que permitía el control del territorio y permitía una defensa eficaz.
A partir del reinado de Felipe II se llevaron a cabo esfuerzos notables para la construcción de nuevas fortificaciones o la ampliación de las ya existentes ante la amenaza anexionista de las demás naciones europeas. 
Hacia 1550 las rutas del comercio y navegación en Hispanoamérica implicaban un número reducido de principales puertos en cada territorio español. Los puertos principales eran Veracruz, desde donde partía la Flota de Indias a España, y el Callao, principal puerto del virreinato del Perú. En 1551 se establecieron como puertos de tránsito Cartagena de Indias y Panamá. Además, el acecho de los ejércitos de las demás naciones europeas, piratas y corsarios, determinó la fijación del sistema de flotas y galeones, haciendo que los principales puertos se fortificaran y amurallaran para proteger a la flota y al tránsito de mercancías y viajeros en Hispanoamérica. La Habana se convirtió en el punto de encuentro para los dos viajes anuales a través del atlántico.  También se construyeron otras fortificaciones secundarias en Yucatán, Florida, América Central, Venezuela y las islas para desalentar asegurar el control del territorio, disuadir el contrabando y evitar el ataque extranjero sobre las poblaciones americanas. Las primeras defensas eran simples fuertes de tierra armados con unas pocas culebrinas y cañones de pequeño calibre. 
El ataque a La Habana (1555) por el corsario francés Jacques de Sores evidenció la necesidad de contar con fortificaciones y fuertes más grandes y resistentes. Para ello, la Monarquía Hispánica puso a su servicio a los más sobresalientes ingenieros militares de la época. Se trataba de ingenieros procedentes de territorios bajo la influencia de España como alemanes, italianos, flamencos y españoles. 
Setenta años después de la expedición de Magallanes-Elcano, el inglés Francis Drake accedió al Pacífico, y para finales del siglo XVI y durante el siglo XVII, atacantes ingleses, franceses, holandeses y bucaneros asolaban el comercio y los puertos españoles a lo largo de las costas del Pacífico y forzaban a los españoles a fortificar El Callao, Panamá, Acapulco, puerto de la ruta anual Galeón de Manila. 
La captura de la fortaleza de San Juan de Ulúa y de la  ciudad de Veracruz (1568) por John Hawkins, y la serie de ataques del almirante de la armada inglesa Drake por el Caribe entre 1585 y 1586, durante los cuales atacaron Santo Domingo y Cartagena, hicieron que Felipe II enviara al renombrado ingeniero italiano Juan Bautista Antonelli para diseñar fortificaciones modernas en San Juan de Ulúa y evaluar las defensas del Caribe. Las propuestas de Antonelli condujeron a la construcción de un costoso pero bastante efectivo sistema de fortificaciones que en el caso de La Habana resistieron los intentos de capturarla por casi 200 años hasta 1762. A Bautista Antonelli se deben, entre otros, el castillo Los Tres Reyes del Morro (1585), castillo de la Punta (1589), fuerte de San Lorenzo (1598) o San Pedro de la Roca (1638). También se puede señalar a Cristóbal de Roda Antonelli como ingeniero en La Habana, discípulo de su tío. En efecto, los nuevos ataques mandados por Isabel I de Drake y Hawkins en 1595 durante la guerra anglo española contra las fortificaciones mejoradas fracasaron en San Juan, Puerto Rico, y en Cartagena. 
Ante su difícil fortificación, la población de Nombre de Dios, parte del Camino Real de Panamá al Caribe, fue atacada en 1572 e incendiada en 1596 por el vicealmirante Francis Drake. La necesaria fortificación del puerto de Chagres del fuerte de San Lorenzo comenzó en 1598, obra de Bautista Antonelli. El Camino Real, fue vía de comunicación fundamental en el aprovisionamiento y comercio con el virreinato de Perú. Este camino partía de Panamá y terminaba bien en los puertos de Charges, de Nombre de Dios o de Portobelo, lo que implicó un sistema de defensa en los puertos del Caribe españoles que es patrimonio de la humanidad, conocido como Fortificaciones de la costa Caribe de Panamá. 

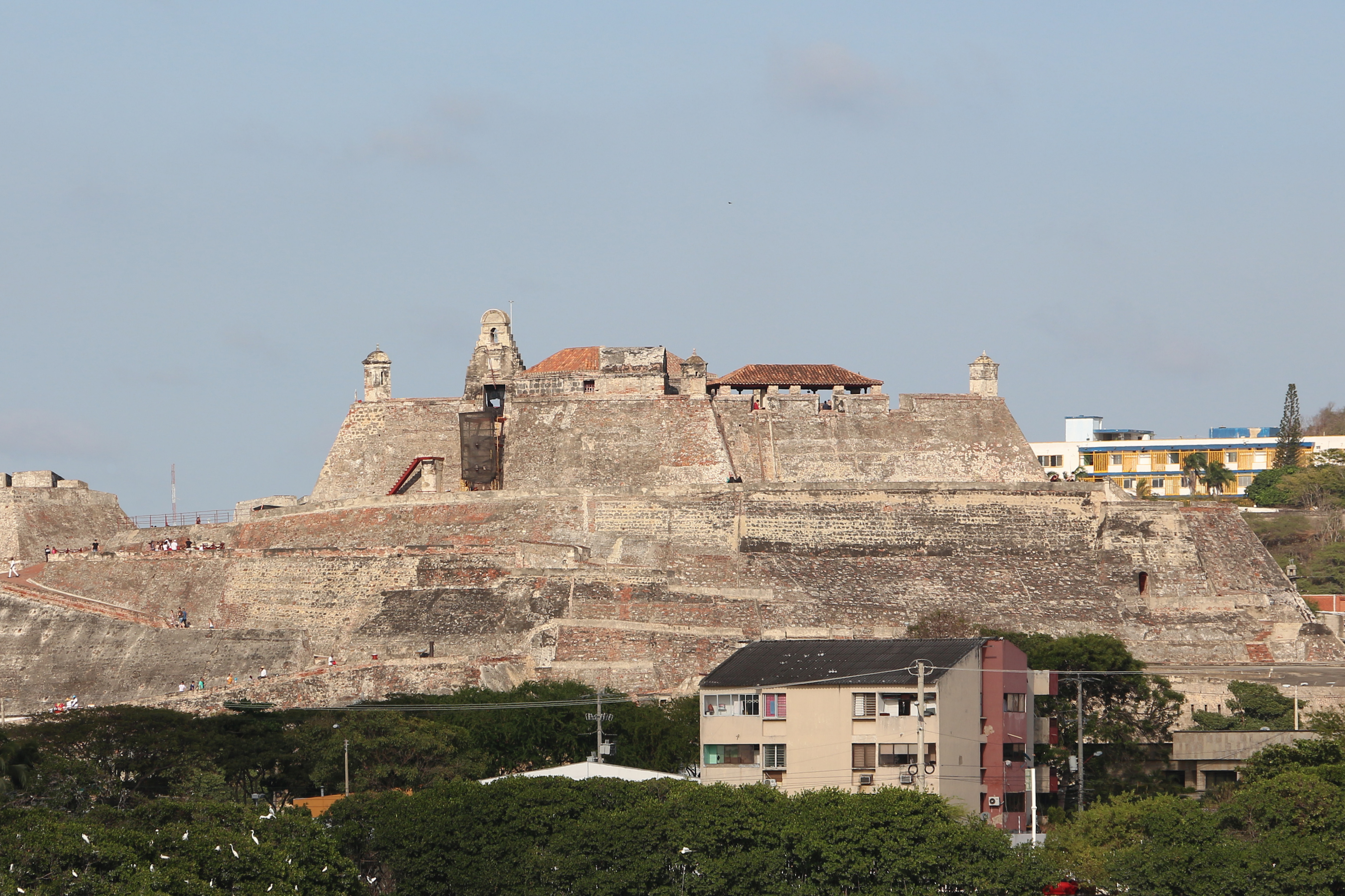
Castillo San Felipe de Barajas, Cartagena de Indias, Colombia
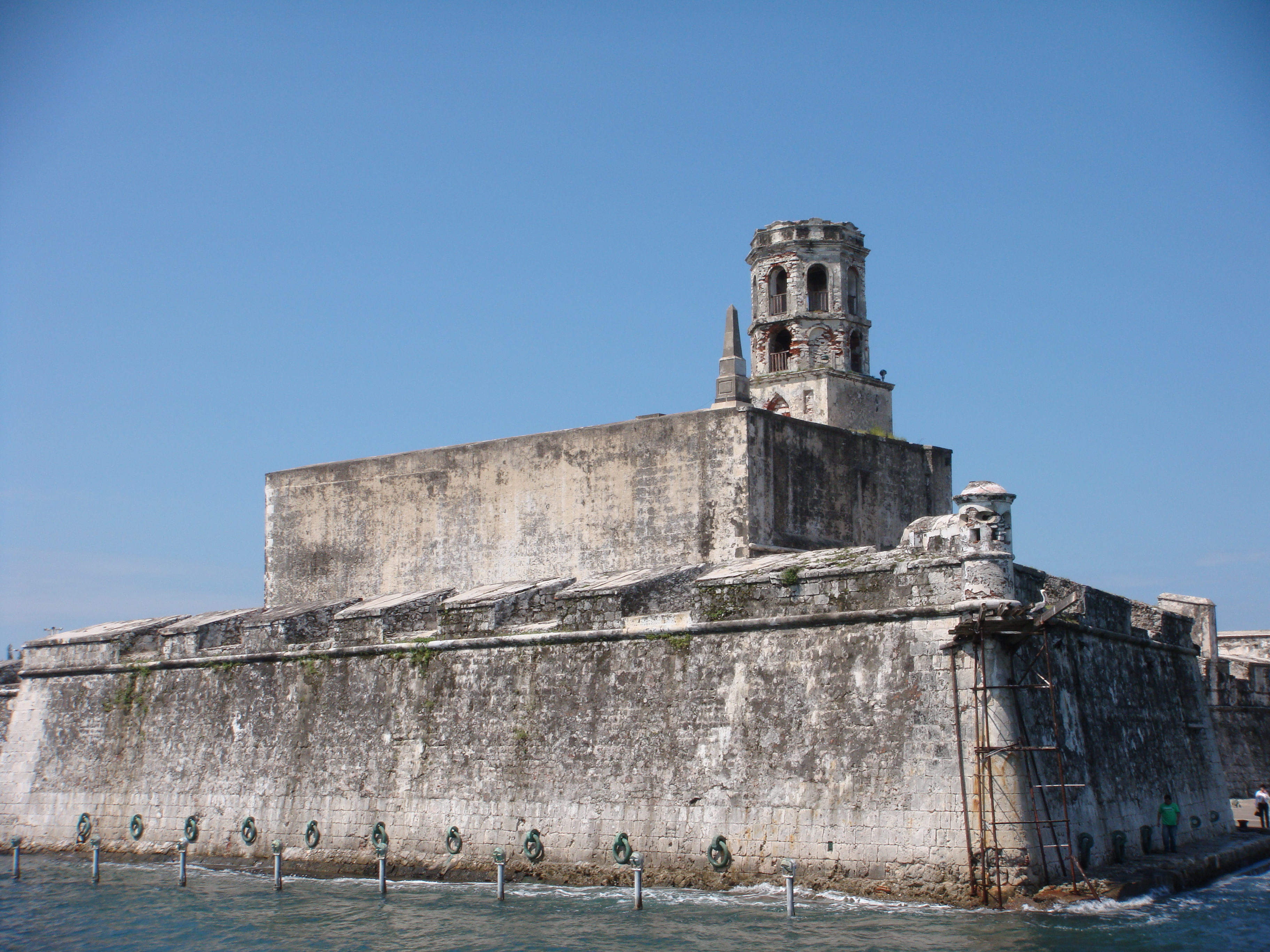
San Juan de Ulua, Veracruz, México
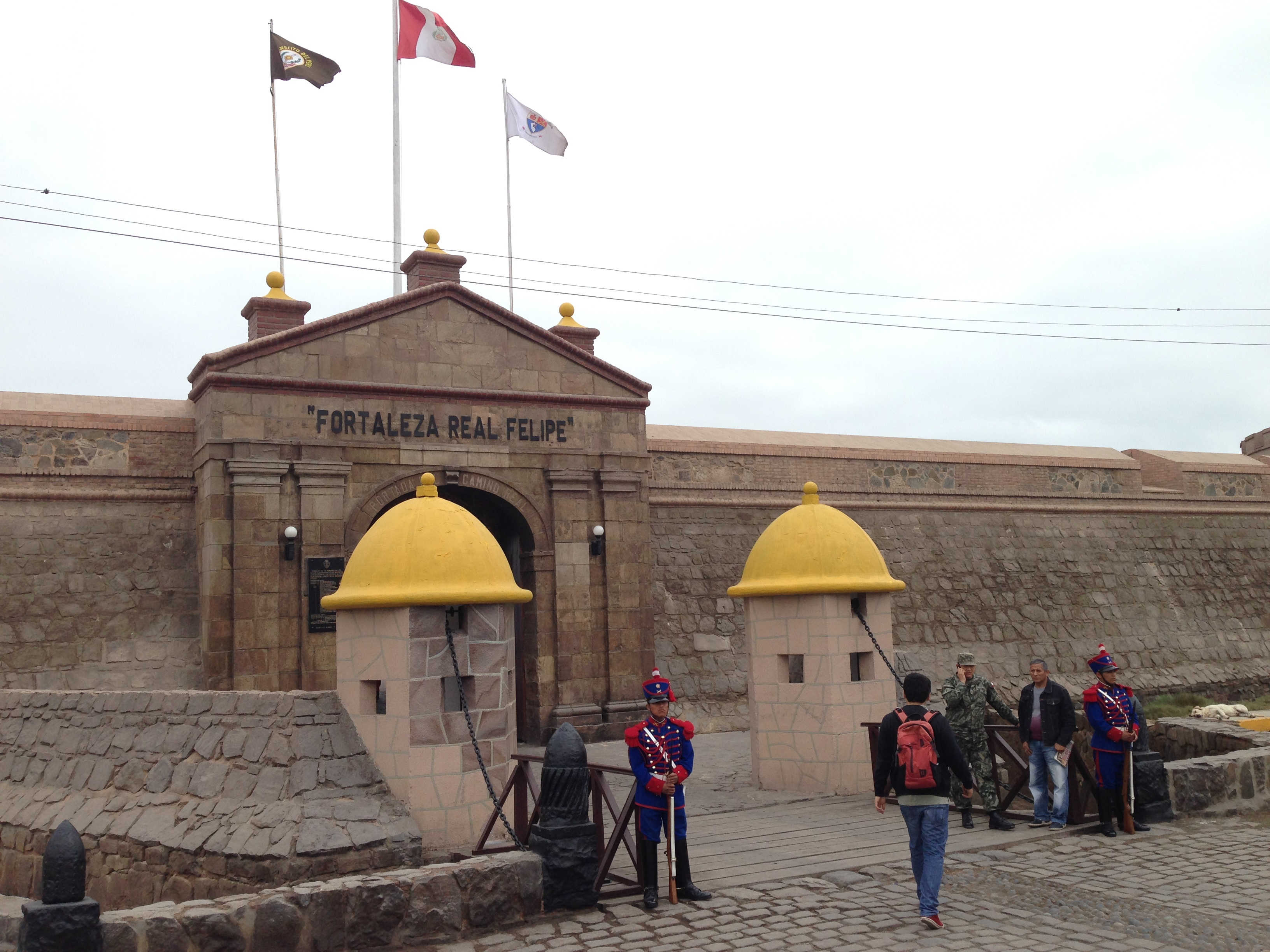
Fortaleza del Real Felipe, Callao, Perú
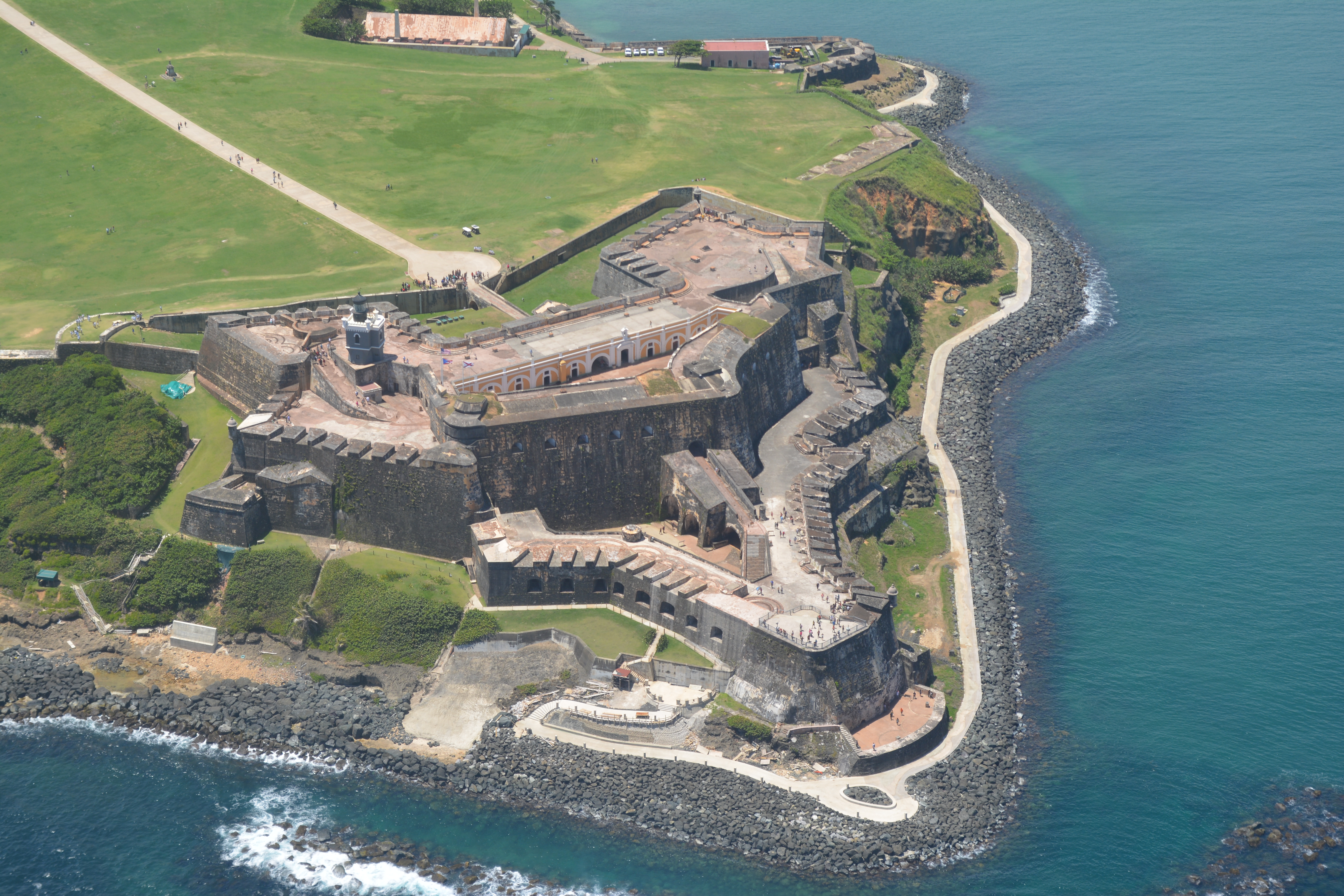
Castillo San Felipe del Morro, San Juan, Puerto Rico
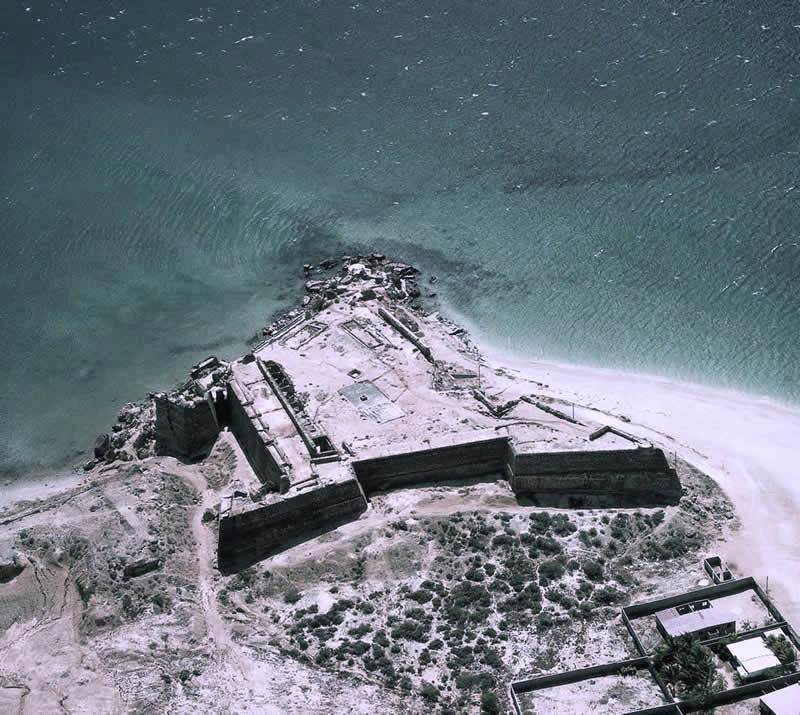
Real Fortaleza de Santiago de Arroyo de Araya, Araya, Venezuela

En el Caribe y el Golfo de México, la construcción de construcciones colosales diseñadas por ingenieros militares españoles e italianos incorporaban cambios arquitectónicos revolucionarios derivados de los avances en Europa. En 1563 el ingeniero Francisco Calona comenzó a rediseñar las fortificaciones de La Habana para incorporar las últimas mejoras técnicas para acciones ofensivas o defensivas. 
La marina inglesa comandada por Drake y Hawkins sufrió finalmente la derrota en 1595 gracias al sistema de fortificación de sus objetivos durante su campaña militar contra España, como aliados de Holanda en la guerra de los Ochenta Años. Hawkins falleció durante su derrota en el ataque al  Fuerte de San Felipe del Morro en San Juan de Puerto Rico (1595) y Drake tras ser vencido al intentar atacar el fuerte de San Lorenzo de Charges.

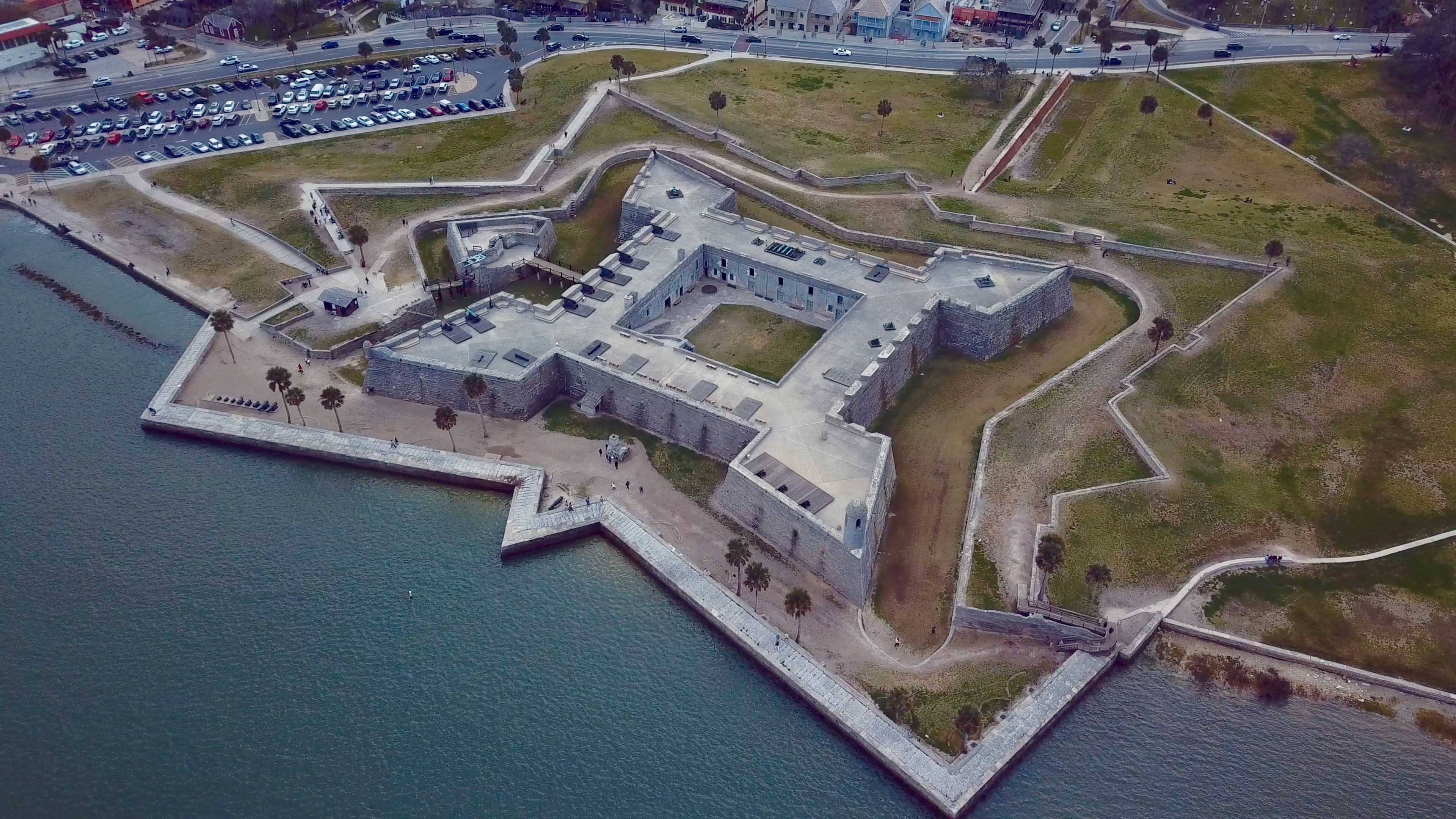
Castillo de San Marcos, San Agustín, EE.UU.
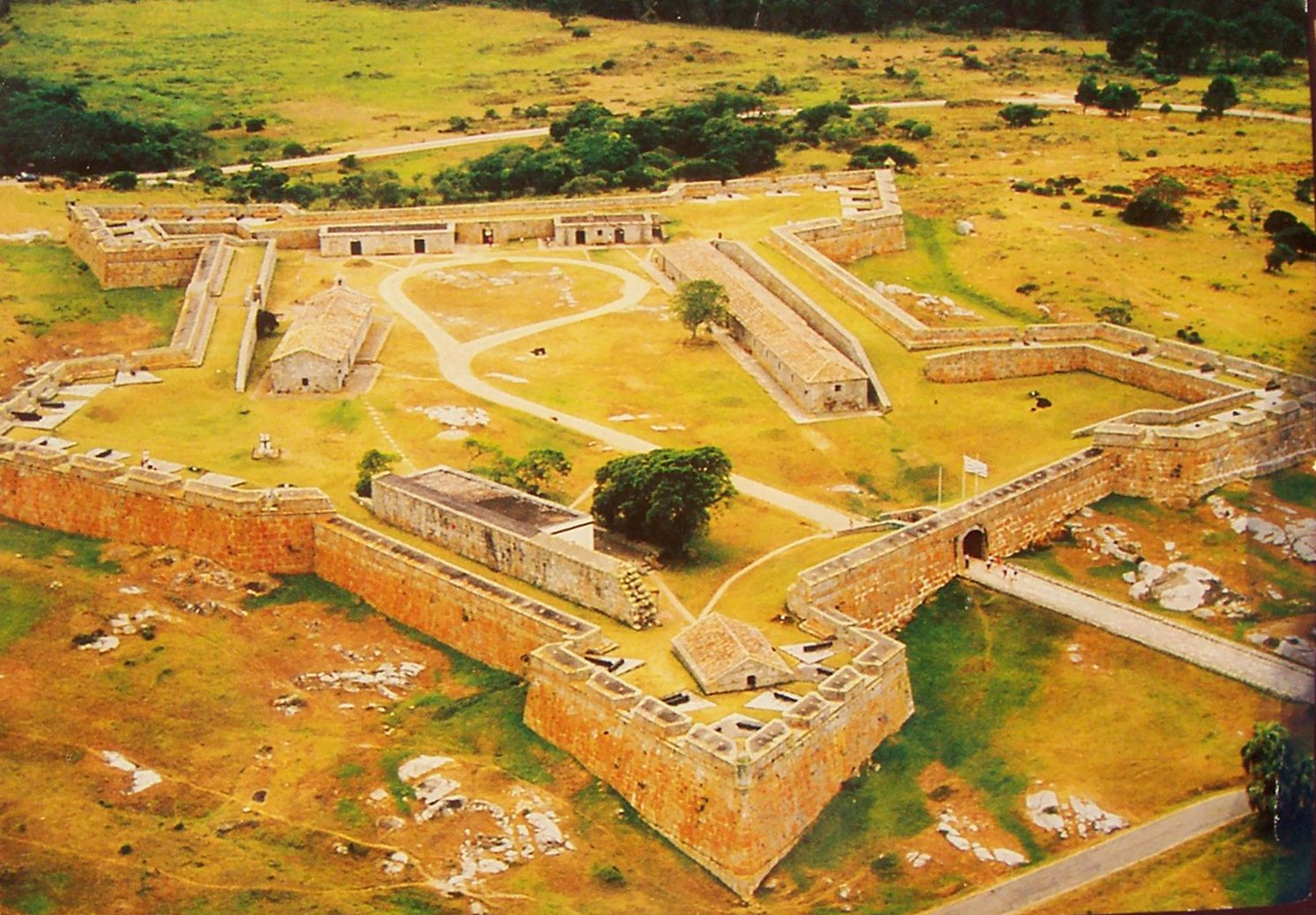
Fortaleza de Santa Teresa, Rocha, Uruguay
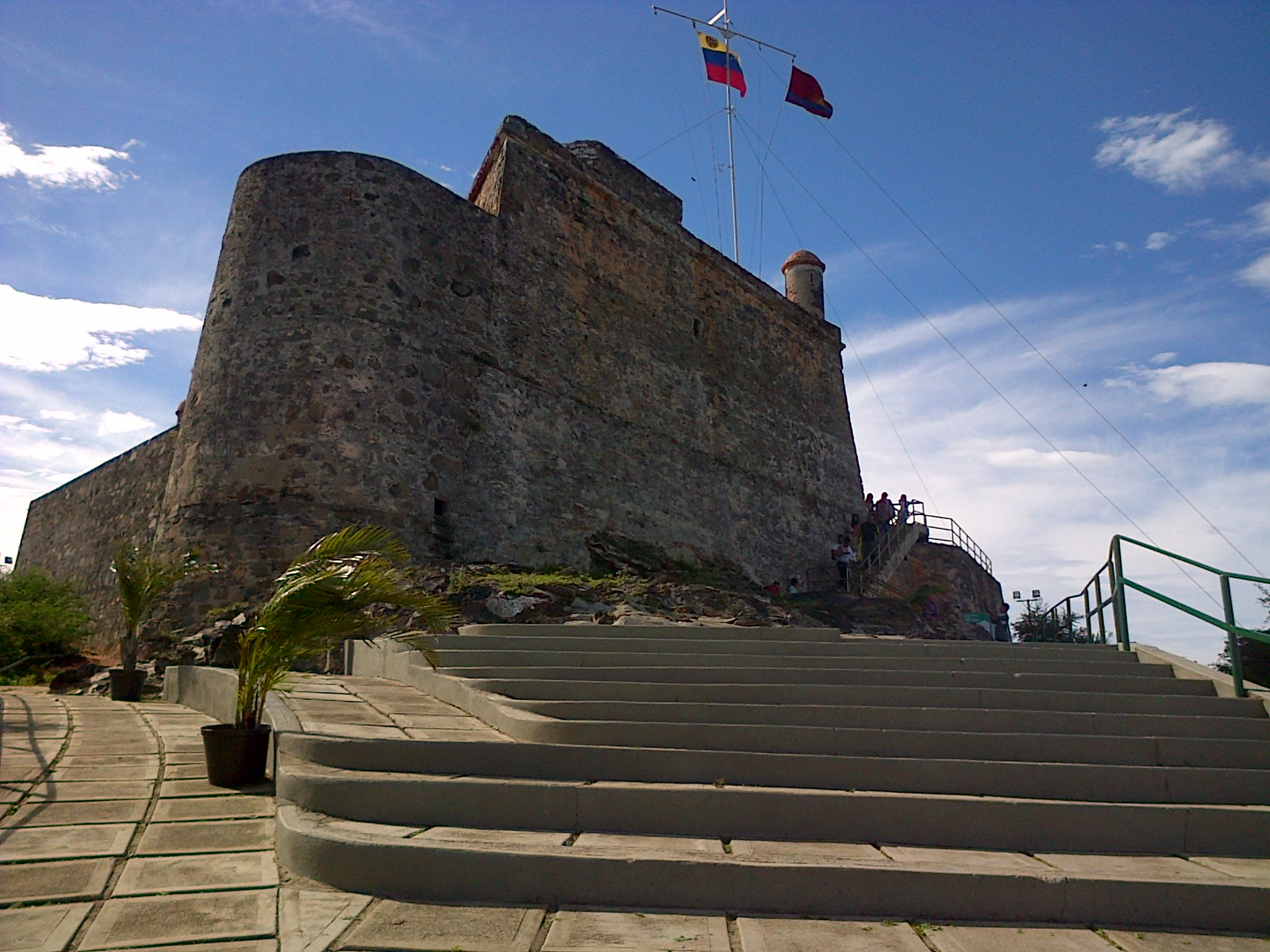
Fortín Solano, Puerto Cabello, Venezuela
- Planos del presidio de San Francisco, San Francisco, EE.UU.

### SigloXVII
Durante el siglo XVII las fortificaciones que se construyeron tenían un carácter eminentemente defensivo. Por el Tratado de Londres (1604)  España facilitaba el comercio de los ingleses en América a cambio de que no se ayudara a los Países Bajos, contra quien España libraba la Guerra de los Ochenta Años. Sin embargo, las naciones europeas enemigas fueron ocupando algunos territorios vacantes, donde establecieron sus colonias basadas en la producción agrícola con mano de obra esclava como islas Vírgenes, colonia de Virginia, colonia de Jamaica, o Guyanas Neerlandesas. Además, toleraron o promovieron las acciones de rapiña y saqueo de piratas y bucaneros, como el caso de Portobelo en 1668. A su vez, estos lugares permitían un punto de apoyo para las acciones bélicas contra España. En el caso del Pacífico, la ruta de ataque a los puertos de América Central, México, y Perú, comprendía atravesar el istmo. El factor limitante a la capacidad defensiva de las más grandes fortalezas caribeñas era el aprovisionamiento, mantenimiento y disponibilidad de suficientes hombres para haber uso de artillería. En 1625 las tropas del Morro en San Juan de Puerto Rico, parte del Sitio Histórico Nacional de San Juan, repelieron el ataque del holandés Balduino Enrico, que sin embargo provocó grandes destrozos en la población, dentro de los intentos expansionistas de las Provincias Unidas en Las Antillas. 

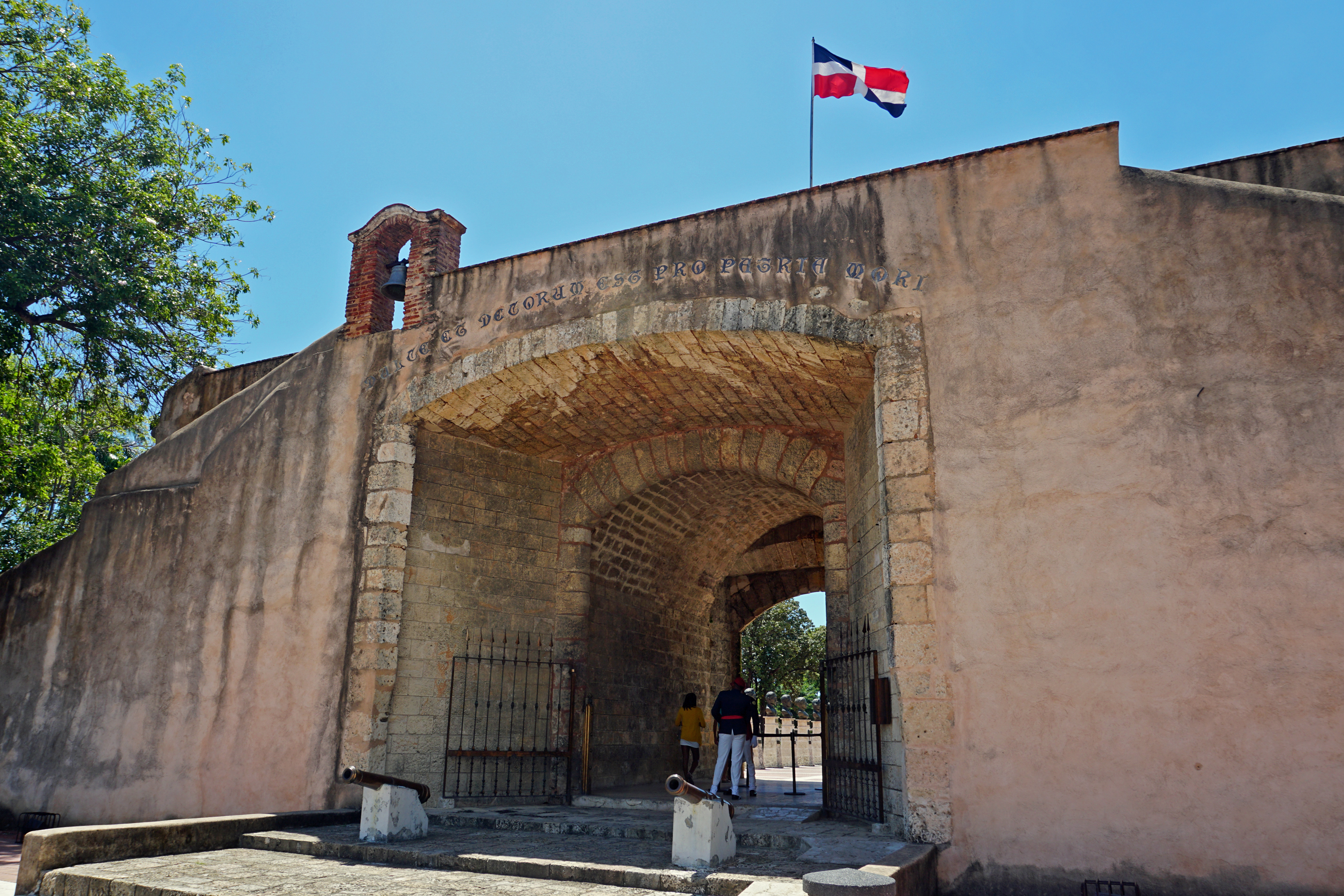
Baluarte del Conde, Santo Domingo, República Dominicana
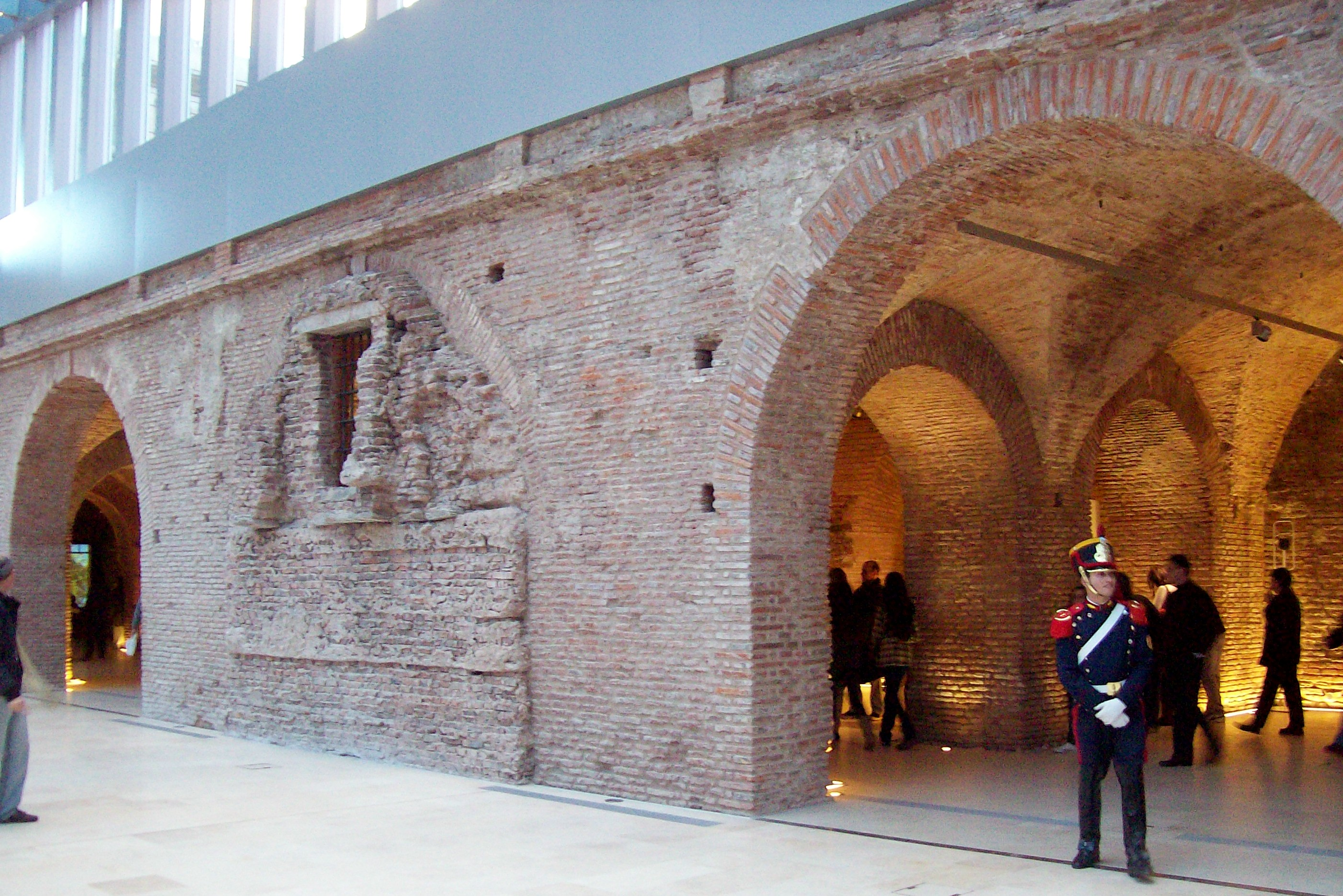
Fuerte de Buenos Aires, actual ubicación de la Casa Rosada, Buenos Aires, Argentina
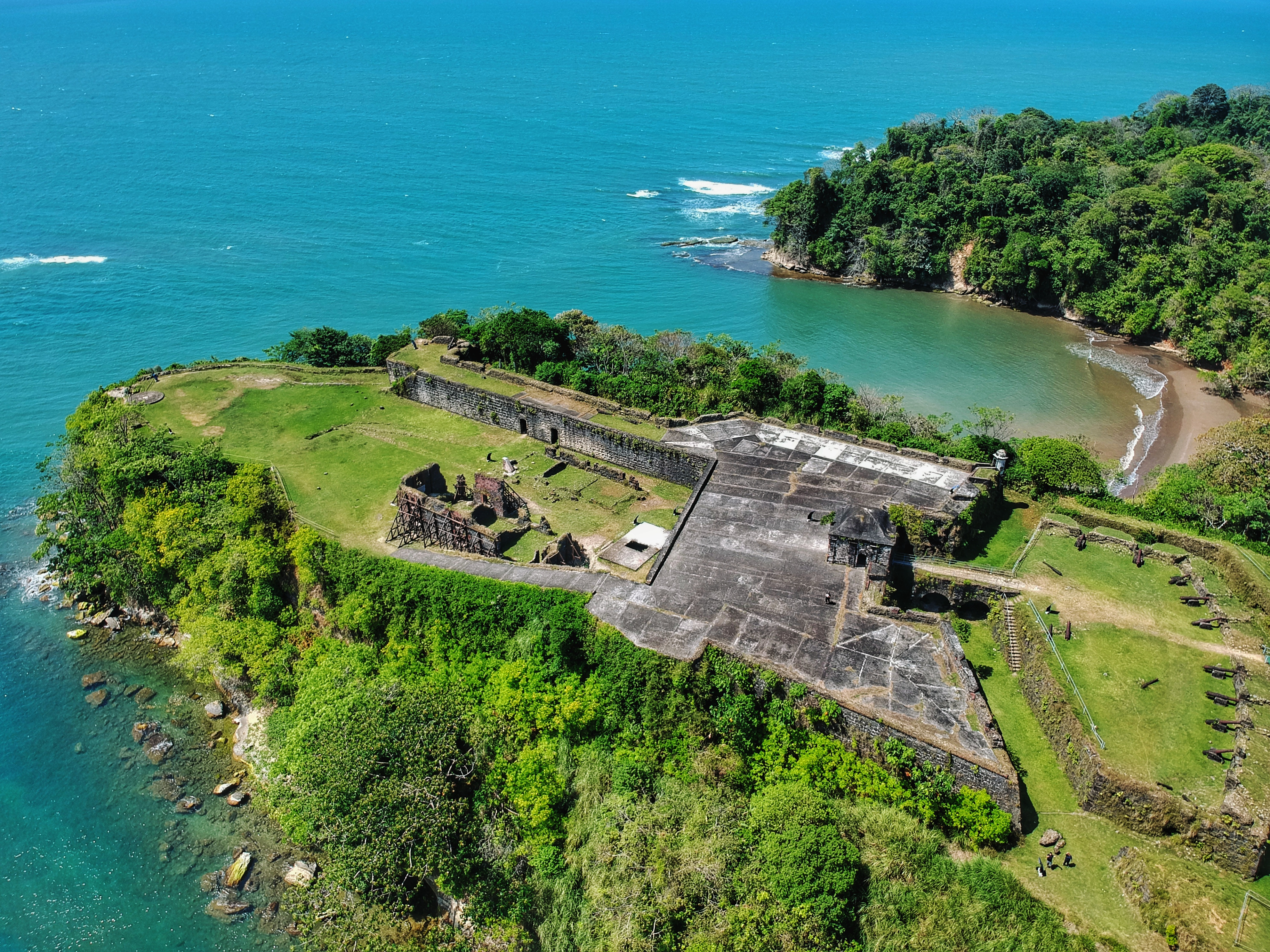
Castillo de San Lorenzo El Real de Chagres, Colón, Panamá.
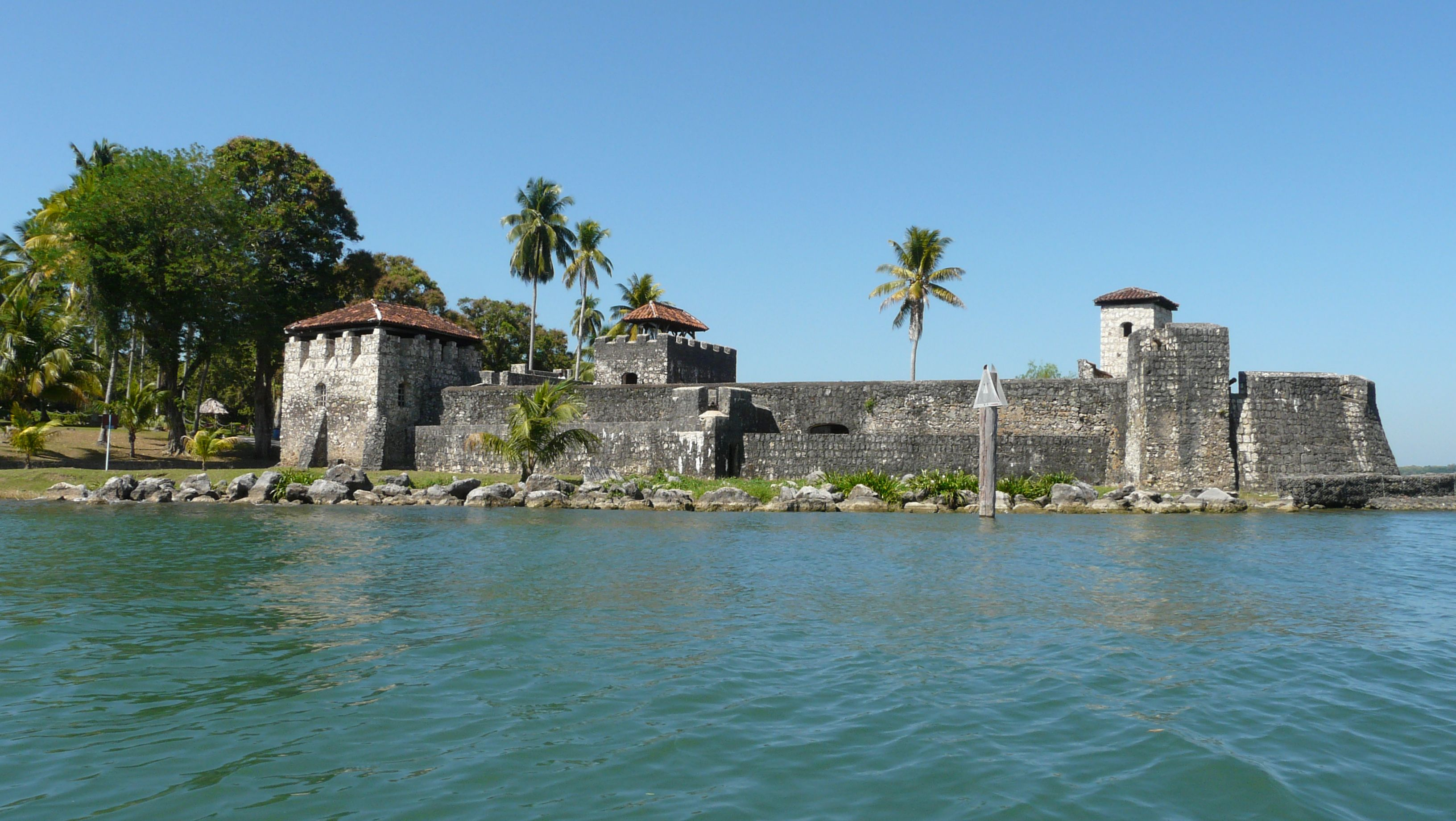
Castillo de San Felipe de Lara, Livingston, Guatemala

Tras el intento fallido de ocupación de Valdivia (1643) por la expedición de la holandesa Compañía de las Indias Orientales procedentes de Pernambuco, se emprendieron las obras de fortificación de la bahía de Corral con un conjunto de fuertes conocido como sistema de fuertes de Valdivia que fue ampliado y mejorado en años sucesivos. 
Francisco de Murga fue uno de los ingenieros que contribuyeron a la mejora de Cartagena de Indias en este periodo. De 1657 data la construcción del castillo San Felipe de Barajas para la defensa de Cartagena de Indias, el puerto más importante de Tierra Firme. Sufrió constantes asedios por parte de los ingleses y franceses, siendo el comandante francés Barón de Pointis quien asolara la población a mediados de 1697. Ante nuevos ataques y saqueos como el del holandés Laurens de Graaf a Campeche en 1672 o Veracruz en 1683. 

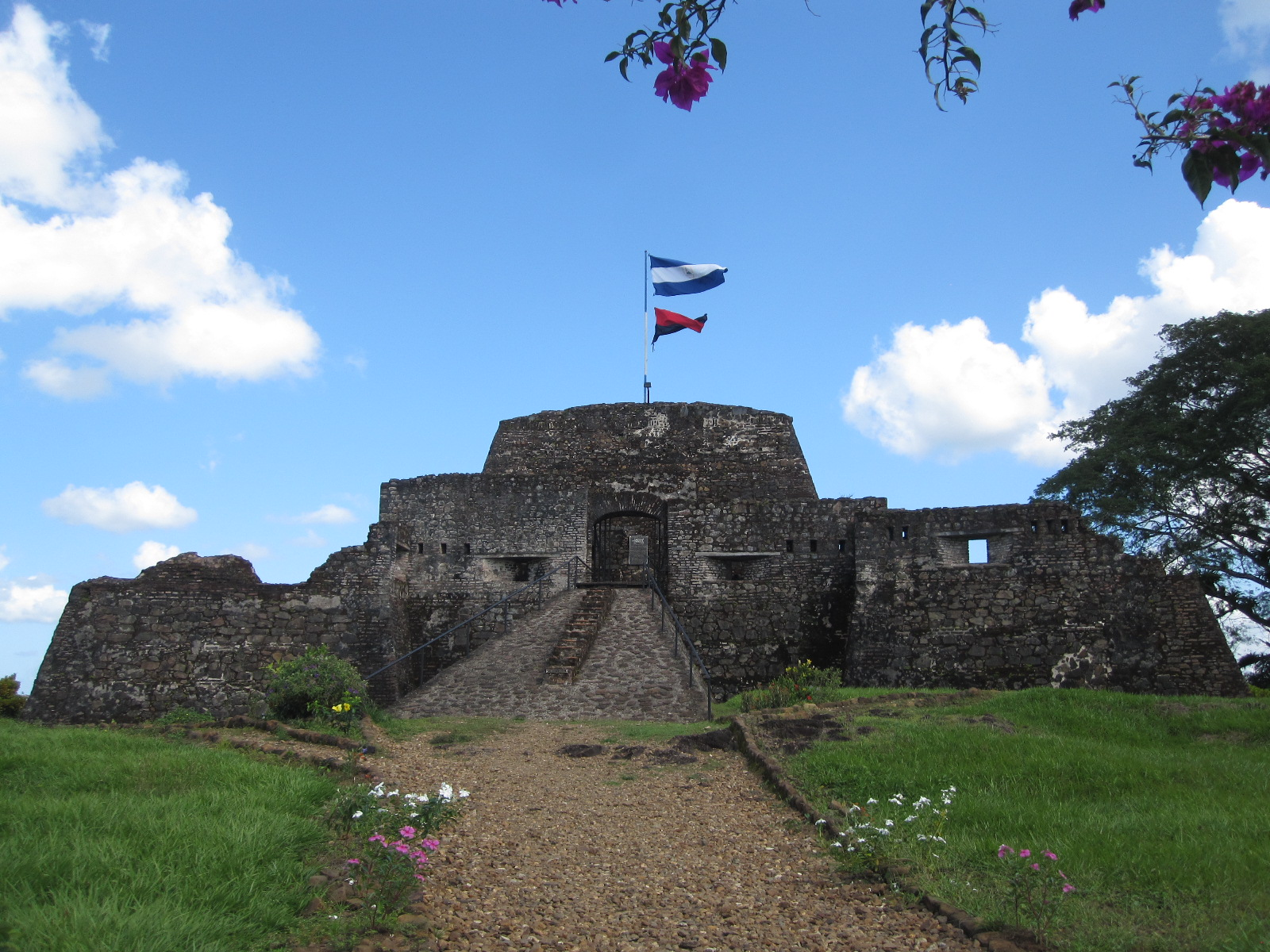
Castillo de la Inmaculada Concepción, Río San Juan, Nicaragua
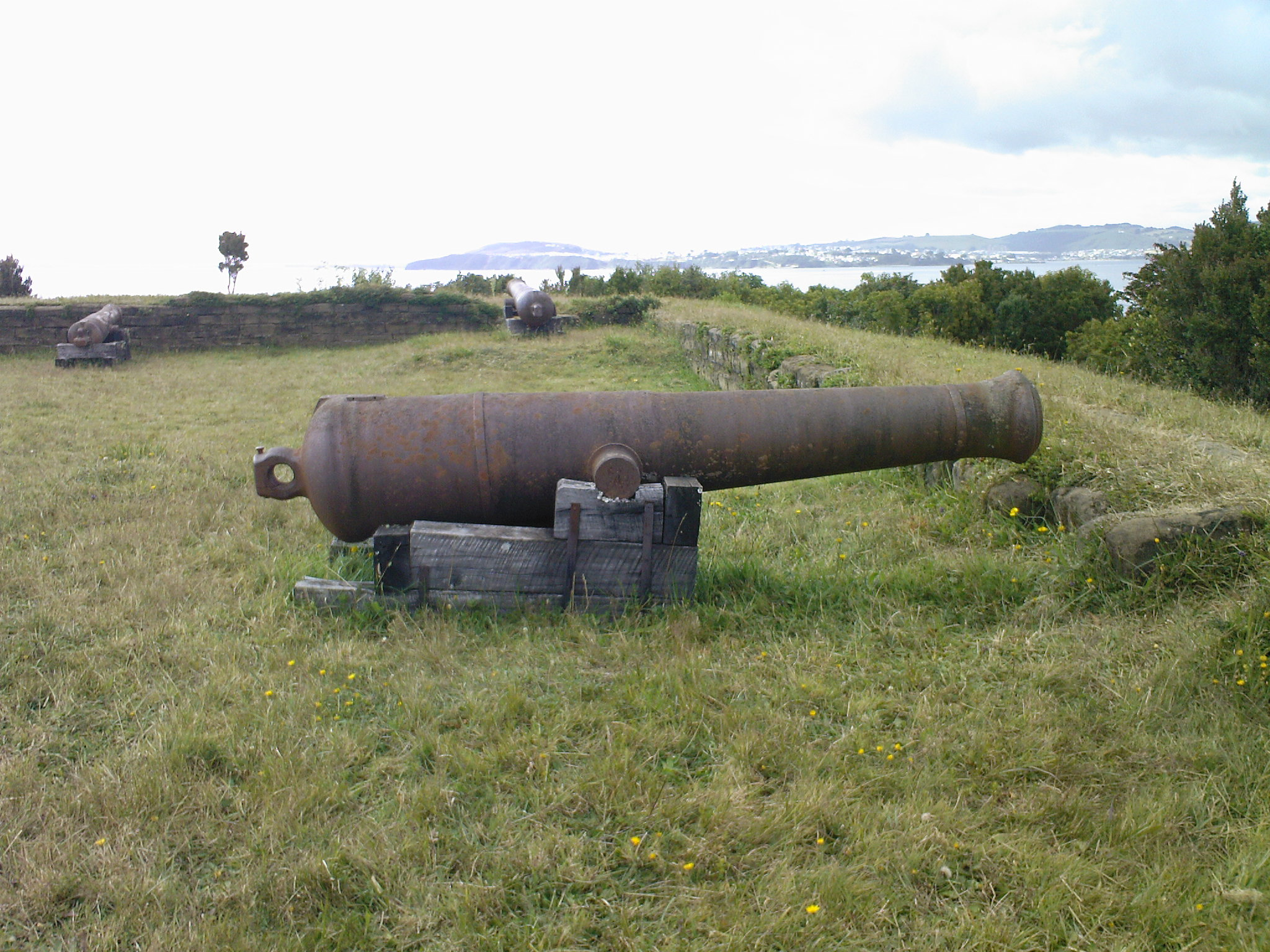
Castillo San Miguel de Agüi, Ancud, Chile.
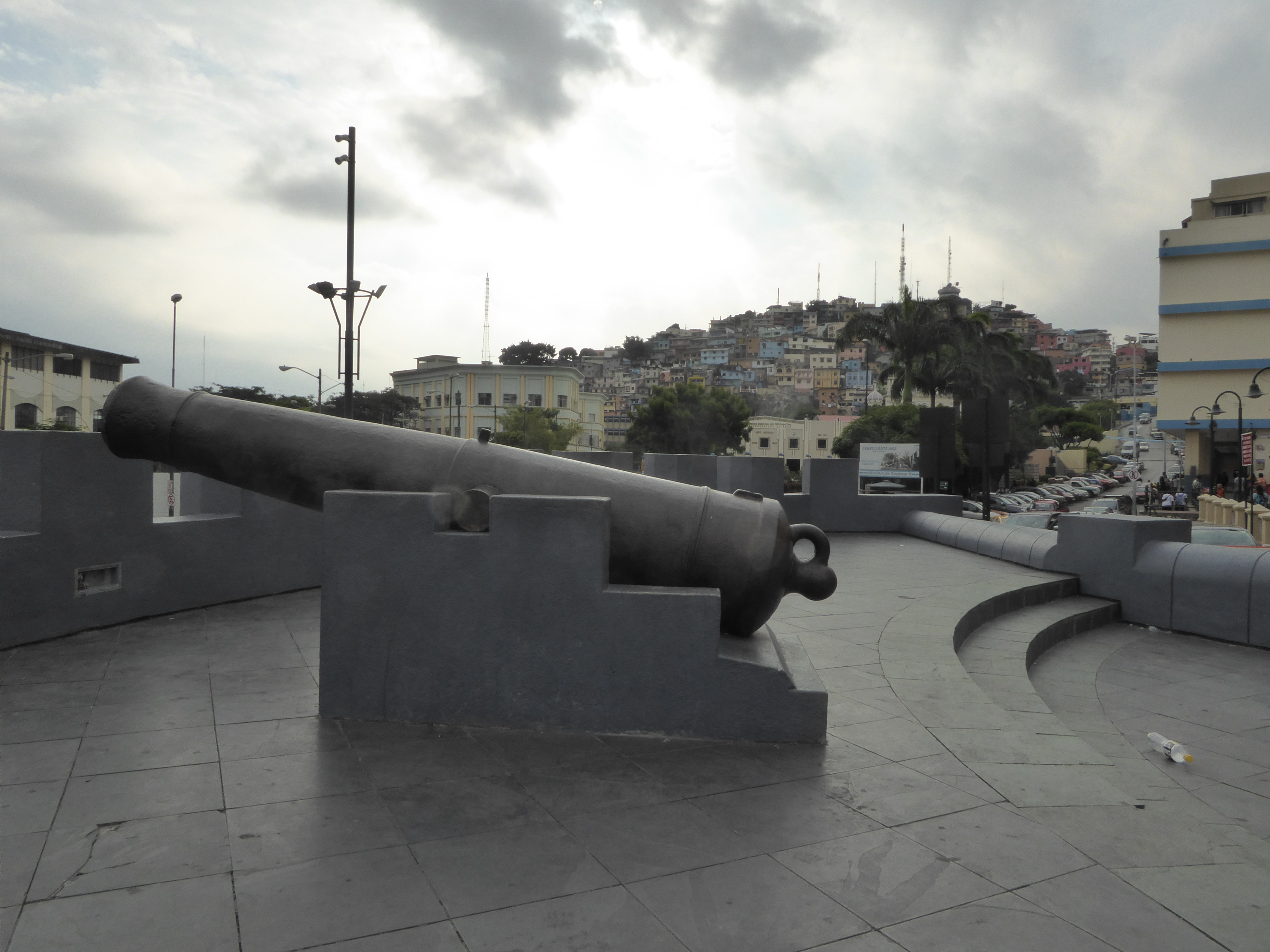
Batería La Plachada, Guayaquil, Ecuador
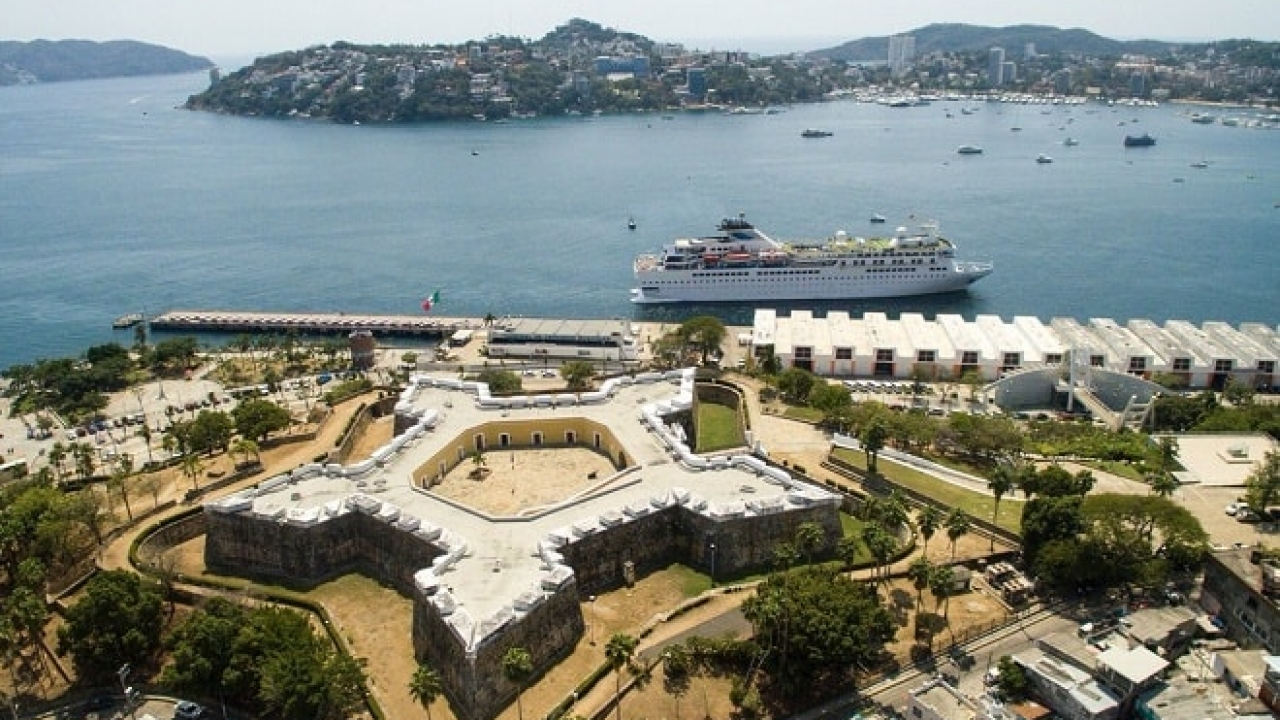
Fuerte de San Diego, Acapulco, México.

### SigloXVIII
Durante el siglo XVIII, con la llegada de los Borbones, se llevaron a cabo obras de mejora, ampliación o nueva construcción de gran eficacia. En 1711 se creó el Real Cuerpo de Ingenieros Militares, por la que los ingenieros españoles tenían encargados la defensa de Hispanoamérica, la construcción de obras públicas necesarias y elaboración de cartografía. La defensa ante los ataques de los apaches del sistema de misiones jesuíticas y el auxilio a los colonos supuso la construcción una amplia red de más de presidios de este a oeste del septentrión de Nueva España, actualmente el sur de EE. UU. y norte de México. Estos fuertes, de menor tamaño que los de poblaciones portuarias dieron origen a las poblaciones de San Antonio o Tucson. Durante la primera batalla de la guerra del Asiento entre Gran Bretaña y España, en noviembre de 1739, la ciudad portuaria de Portobelo fue atacada y arrasada por el ejército británico al mando del general Vernon. Los fuertes de la población denominados Todofierro, Gloria y el San Jerónimo no ofrecieron ninguna resistencia por un deficiente estado y falta de aprovisionamientos o preparación de sus efectivos. En este periodo, las fuerzas y fortificaciones españolas ayudaron a resistir, repeler y dar la victoria ante los ataques ingleses a San Agustín (1740), Cartagena de Indias (1741), La Guaira (1743), Puerto Cabello (1743). Se puede señalar el trabajo del ingeniero Juan de Herrera y Sotomayor en Cartagena de Indias para reconstruir lo destruido por Depointis en 1697 o los trabajos de Agustín Crame para la reconstrucción de los Tres Reyes del Morro o el nuevo reducto de San Joaquín en Caracas.

La derrota de la imponente flota de doscientos navíos de Vernon en Cartagena de Indias en 1741 gracias a sus fortificaciones, entre ellas el castillo San Felipe de Barajas, castillo de Santa Cruz o el castillo de San Luis, fue una de las más humillantes de la historia militar inglesa. Con base en la colonia de Jamaica Vernon atacó con una cantidad de efectivos muy superior a la de los españoles, tanto en armas como en hombres e incluso mandó acuñar monedas conmemorativas antes del ataque. El gobernador Sebastián de Eslava, y el comandante Blas de Lezo lograron, aprovechando la ventaja del fuerte de San Felipe de Barajas, resistir y derrotar finalmente a los británicos. Para resarcirse de la derrota, Vernon atacó Santiago de Cuba, desde su base en Port Royal y nuevamente fue derrotado aun con una importante superioridad numérica gracias a la fortificación de la plaza, destacando el castillo de San Pedro de la Roca, al mando del gobernador Francisco Cagigal de la Vega y el ingeniero francés Francisco de Langle.

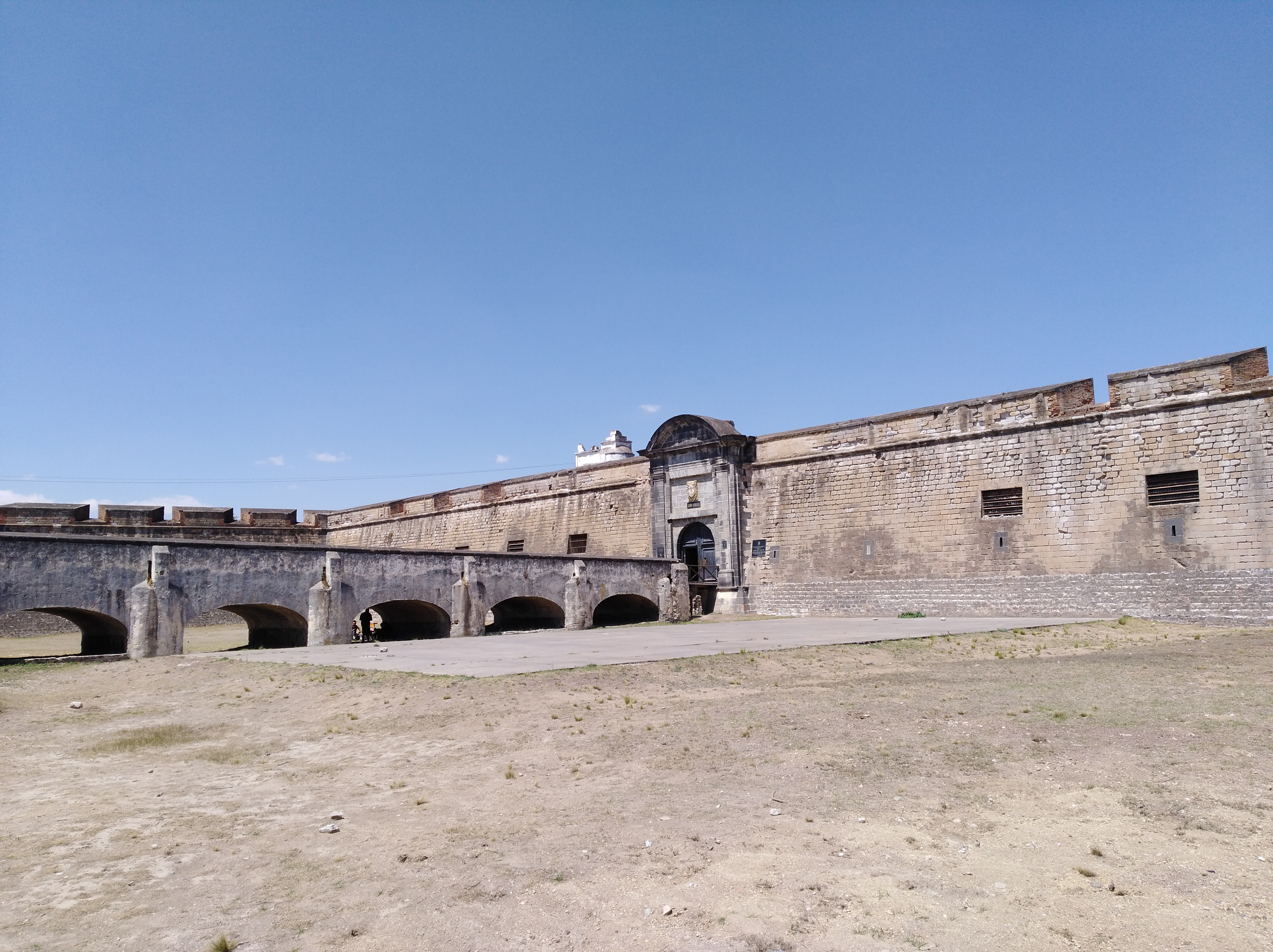
Fortaleza San Carlos de Perote, Perote, México
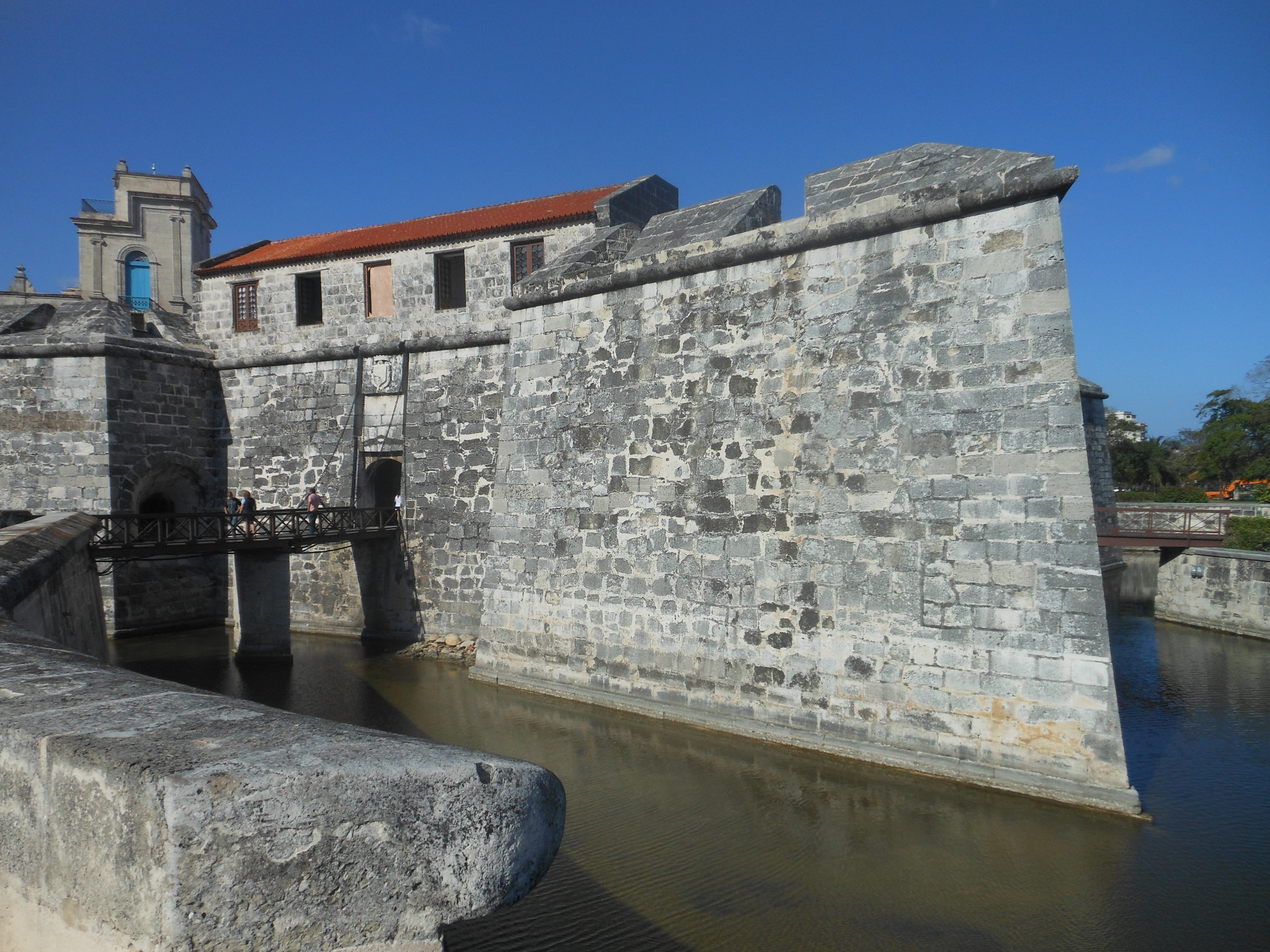
Real Fuerza de La Habana, La Habana, Cuba
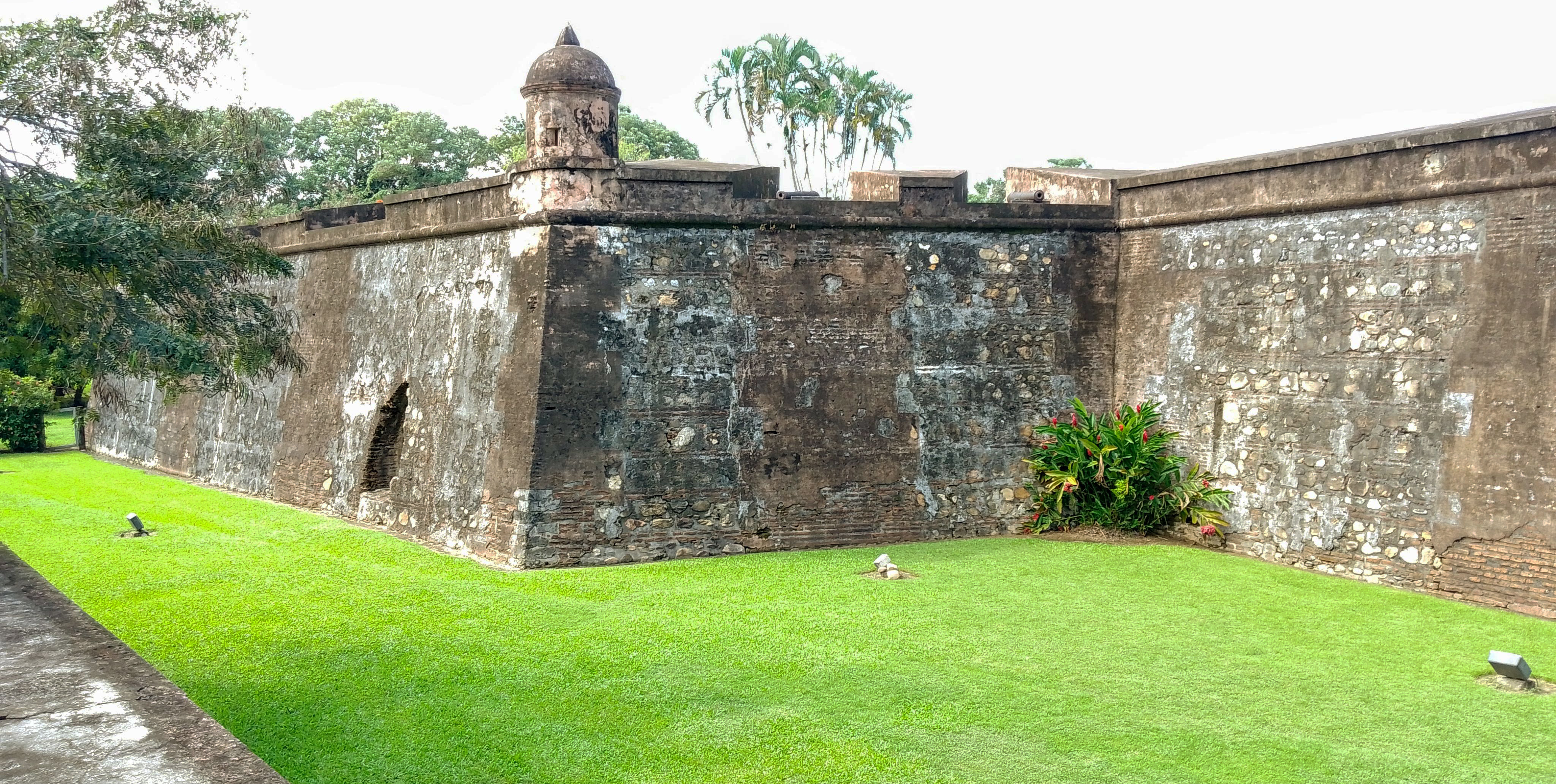
Fortaleza de San Fernando, Omoa, Honduras.
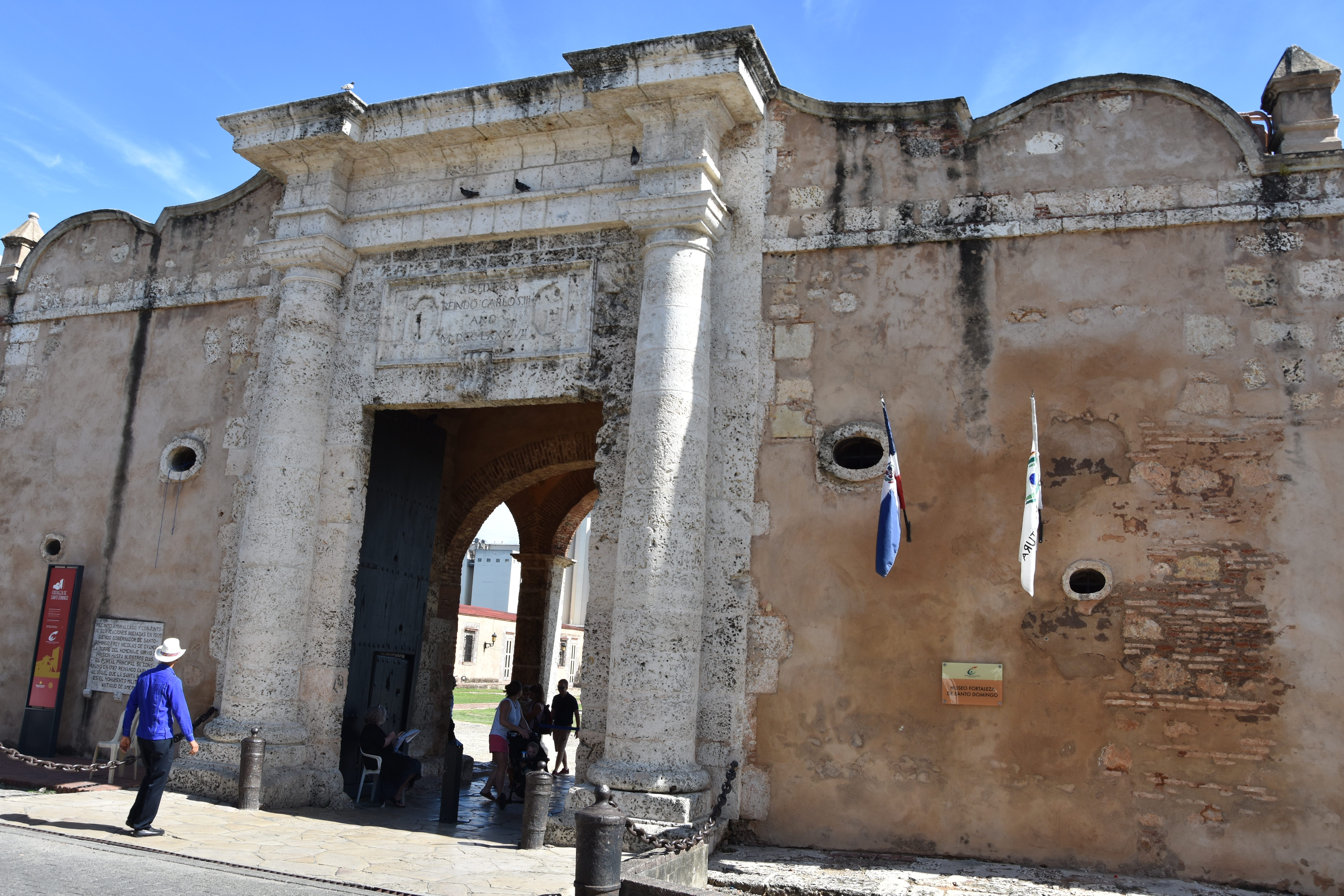
Fortaleza Ozama, Santo Domingo, República Dominicana.

En 1765 la fortaleza del Morro de San Juan de Puerto Rico se convirtió en la mayor del Imperio español en América gracias a las obras del ingeniero coronel Tomás O'Daly.En 1762, ante el ataque a Cuba, Manila y la costa de Nicaragua durante la guerra de los Siete Años contra Gran Bretaña, se hizo evidente la necesidad de mejorar las defensas de los principales puertos. De 1790 data la construcción del recinto amurallado de la ciudad de Veracruz, con baluartes como el Santiago y la fortaleza de San Carlos de Perote, en el Camino Real a México. A Veracruz fueron destinados artilleros, expertos en construcciones y topógrafos para la defensa de toda la bahía de México. Durante la guerra anglo española desencadenada por la intervención militar y financiera española a favor de la independencia de los Estados Unidos, fracasaron los ataques británicos contra San Fernando de Omoa y el  Castillo de la Inmaculada. Durante la siguiente guerra anglo española, nuevamente los ingleses trataron de anexionarse parte del territorio español, fracasando ante las defensas de San Felipe del Morro en San Juan de Puerto Rico (1797), pero logrando rendir Trinidad. 

### SigloXIX
Las sucesivas guerras de independencia hispanoamericanas iniciadas en 1808 supusieron la independencia de España de las naciones Americanas bajo su control. Además, de este periodo datan los últimos fuertes frente a la amenaza anexionista de los EE.UU. de la Florida española o Santa Fé de Nuevo México como el fuerte Español (Colorado) o el fuerte San Carlos (Florida). La fortaleza de San Juan de Ulúa (Veracruz, México) fue el último bastión del poder español en México hasta 1825. A lo largo del siglo XIX, muchas de las fortificaciones se convirtieron en prisiones y penitenciarias, en lugar de servir como centinelas para proteger los puertos estratégicos contra los indefectibles ataques de las mismas naciones europeas además de EE. UU..
En la actualidad, algunos de estos ejemplos de toda tipología de ingeniería militar son símbolos nacionales de sus países, activos turísticos de primer orden o Patrimonio de la Humanidad por la Unesco. Mientras que, en general, las colosales han permanecido, las de menor tamaño o materiales menos perdurables presentan un estado de ruina, a la espera de rehabilitación.